# Murdeira
Murdeira est un village du Cap-Vert, sur l'île de Sal.

## Géographie
Il est situé à 8 km au nord de Santa Maria, sur la route d'Espargos et à 10 km  au sud d’Espargos. 
Le village est connu pour sa baie bordée de petites plages de sable fin.
Murdeira était à l'origine une petite communauté principalement d'agriculteurs et de pêcheurs. 
Elle a été mentionnée sous le nom de « Mordera » sur la carte de 1747 de Jacques-Nicolas Bellin.
À partir de la fin des années 1990, une importante entreprise privée a réalisé la construction d'un village touristique balnéaire appelé "Aldeamento Turístico da Murdeira", qui a vu croître une population permanente au fur et à mesure que les maisons étaient progressivement achetées, principalement par des habitants de l'île. et quelques étrangers . 
Le nom fait désormais principalement référence à cette communauté semi-fermée.
Comme le reste de l’île, la zone autour du village est caractérisée par un sol principalement nu et quelques sables du désert. La végétation naturelle est rare, mais de petites bouquets d'arbres et de petits buissons de Faidherbia albida se trouvent dans la zone proche du littoral. Le village se trouve au centre d'une petite crique à l'intérieur de la baie Baía de Murdeira, une réserve naturelle connue pour sa riche vie marine sous-marine et son petit récif de corail.

## Histoire
Ancien village de pêcheur, il a été transformé en un important complexe immobilier.